# Bayerische Staatsbibliothek
La Bayerische Staatsbibliothek (bibliothèque d'État de Bavière) de Munich est la bibliothèque centrale du Land de Bavière et une des plus importantes bibliothèques à caractère universel en Europe. Avec ses collections comprenant actuellement environ 10,89 millions de livres (en 2019), elle se classe parmi les principales bibliothèques de recherche au monde.

## Spécificité
La Bayerische Staatsbibliothek jouit également d'une réputation de rang mondial en tant que bibliothèque de recherche. Avec la Staatsbibliothek zu Berlin (Bibliothèque d'État de Berlin) et la Deutsche Nationalbibliothek (Bibliothèque nationale allemande), elles forment la Bibliothèque nationale virtuelle d'Allemagne.
La Bayerische Staatsbibliothek possède une des collections les plus importantes de manuscrits du monde et la collection la plus complète d'incunables au monde, de même que plusieurs fonds spécialisés prestigieux (musique, cartes et graphiques, Europe de l'Est, Orient, Asie de l'Est). Son fonds d'incunables avait été utilisé par Ludwig Hain pour son Repertorium bibliographicum.
La Bayerische Staatsbibliothek a pris en charge deux bibliographies exhaustives rétrospectives, consacrées aux XVIe et XVIIe siècles : Verzeichnis der im deutschen Sprachbereich erschienenen Drucke des 16. Jahrhunderts et Das Verzeichnis der im deutschen Sprachraum erschienenen Drucke des 17. Jahrhunderts. Elle joue par ailleurs un rôle important dans la communauté internationale des bibliothécaires, plusieurs de ses agents occupant des postes de responsabilité au sein de la Fédération internationale des associations et institutions de bibliothèques, l'Ifla. La Bayerische Staatsbibliothek est en outre la deuxième plus grande bibliothèque de revues d’Europe (après la British Library de Londres).

## Histoire

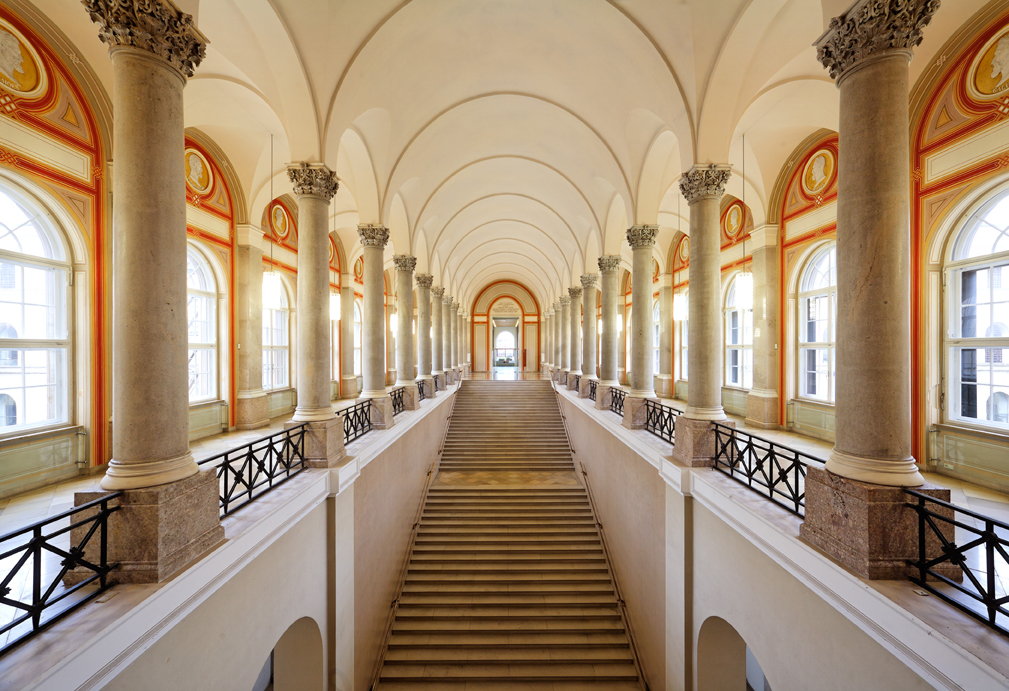
Vue de l'escalier d'honneur

La Bayerische Staatsbibliothek a été fondée avec l'achat de la bibliothèque de Johann Albrecht Widmannstetter en tant que bibliothèque de la cour des Wittelsbach en 1558 par le duc Albrecht V. En 1571, la collection de Johann Jakob Fugger, contenant la bibliothèque de Hartmann Schedel, y a été ajoutée.
Depuis 1663, la Bayerische Staatsbibliothek est responsable du dépôt légal en Bavière, c'est-à-dire que la bibliothèque reçoit deux exemplaires de chaque ouvrage publié en Bavière. Le prince électeur Karl Theodor a enrichi la bibliothèque par d'importantes acquisitions, comme celle de la bibliothèque de Piero Vettori et de ses descendants.
Avec la sécularisation en Bavière qui confisque les biens des monastères en 1803 et le transfert de la bibliothèque de la cour palatine du prince-électeur Karl Theodor, les fonds de la Bayerische Staatsbibliothek, appelée alors Bibliothèque royale de Munich, s'accroissent d’environ 550 000 ouvrages et 18 600 manuscrits.
En 1827, Friedrich von Gärtner fut chargé de planifier un bâtiment représentatif pour la cour et la bibliothèque d’État. Le plan initial était d’ériger le bâtiment sur la Ludwigstrasse. Les plans ont été achevés en 1831. Faute de fonds, la pose de la première pierre dut être reportée au 8 juillet 1832. Les travaux de construction du bâtiment prévus par Gärtner ont été achevés en 1843.
C'est depuis 1919 que l'ancienne bibliothèque de la cour de Bavière porte le nom Bayerische Staatsbibliothek.
Pendant la Seconde Guerre mondiale, le bâtiment a été détruit à 85 % et, malgré la mise en sécurité des fonds, environ 500 000 ouvrages ont été perdus. La reconstruction du bâtiment de la bibliothèque, qui a commencé en 1946, s'est achevée avec la restauration de l'aile sud et son inauguration en 1970. Les architectes étaient les  professeurs Hans Döllgast et Sep Ruf (de) (1953-1966), Georg Werner (1953-1960) et Hellmut Kirsten (1957-1966), le prix de la BDA Bavière (association des architectes d'Allemagne) pour l'agrandissement et la modernisation de l'édifice.
La dernière extension de la bibliothèque est l'entrepôt de Garching, entré en activité en 1988.
1997 a vu l'installation du centre de numérisation de Munich et, dix ans plus tard, en 2007, est divulguée la coopération avec Google portant sur la numérisation des fonds entrés dans le domaine public.

## Fonds
- Environ 11 millions de volumes ;

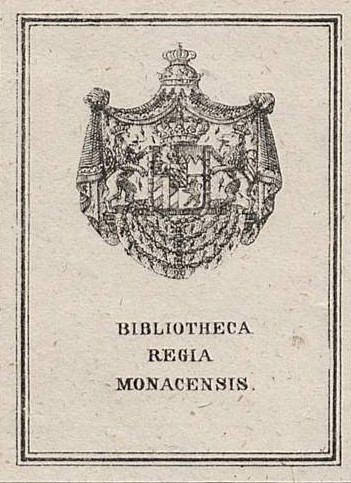
Ex-libris du XIXe siècle

- Environ 93 000 manuscrits, par exemple :
  - Le Codex aureus
  - Un manuscrit de La Chanson des Nibelungen (manuscrit A)
  - La Carmina Burana
  - Les mémoriaux de Freising
  - Le livre des Péricopes de l'empereur Henri II
  - Un Talmud de Babylone
  - Des livres de chœur de la chapelle de la cour à l'époque de Roland de Lassus ;
  - un manuscrit intégral de l'Alphabetum Kaldeorum
- Plus de 55 000 périodiques imprimés et électroniques ;
- Environ 19 900 exemplaires d'env. 9 660 incunables (ils représentent 1/3 des 28 000 incunables présents dans le monde), par exemple :
  - Une Bible de Gutenberg
  - Le Livre de prières de Maximilien
  - Un "Türkenkalender" ;
- Plus de 190 000 ouvrages numérisés.

## Service au public
Les salles de lecture de la Bayerische Staatsbibliothek sont utilisées quotidiennement par environ 3 000 personnes. La salle de lecture est ouverte sept jours sur sept, de 8 h à 24 h, et les lecteurs y trouvent 130 000 ouvrages de référence, ainsi que 18 000 journaux actuels dans la salle des périodiques.
Quelque 1 500 ouvrages font chaque jour le trajet des entrepôts jusqu'à la salle de lecture principale. Les délais de communication des documents conservés en magasin peuvent atteindre plusieurs jours.
Les départements Manuscrits et Livres rares, Cartes et Graphiques, Musique ainsi qu'Europe de l'Est, Orient et Asie de l'Est entretiennent leur propre salle de lecture dont les collections d'usuels en libre accès sont très riches.